# Justin Turner
Justin Matthew Turner (Long Beach, California, 23 de noviembre de 1984) es un tercera base estadounidense de béisbol profesional que juega para los Chicago Cubs de las Grandes Ligas (MLB). También ha jugado para Baltimore Orioles, Mets de Nueva York, Boston Red Sox, Seattle Mariners y Los Angeles Dodgers, donde ganó un título de serie mundial en 2020. Turner también tiene experiencia jugando segunda base, campocorto, pitcher  y primera base.

## Biografía
Justin Matthew Turner nació en Long Beach, California, hijo de John y Betsy Turner. Tiene una hermana menor.
Asistió a Mayfair High School en Lakewood, California, ganando tres veces honores del primer equipo All-Suburban como campocorto y segunda base. Bateó .514 en el juego de liga en su último año, ganando los honores de jugador más valiosos en camino a un título de liga. Asistió a la Universidad Estatal de California, Fullerton, donde se especializó en kinesiología y jugó al béisbol universitario para los Titanes. Obtuvo el primer All-American honores de Baseball América en 2003 después de asumir rápidamente el cargo de segunda base titular. Fue nombrado para el equipo de todos los torneos de la Serie Mundial Universitaria 2003 como torpedero. Muchos fanáticos de CWS ese año lo recuerdan como el jugador que fue golpeado en la cara por una bola rápida después de ir 3 por 3, incluido un HR. El año siguiente, Cal State Fullerton ganó una final de dos juegos sobre Texas en la Serie Mundial Universitaria 2004.
Fue reclutado en la 29na ronda del Draft de Grandes Ligas 2005 por los New York Yankees, pero no firmó. Fue reclutado en la séptima ronda (204 en general) del draft 2006 por los Rojos de Cincinnati, recibiendo un bono de $ 50,000 al firmar con la organización.

## Carrera profesional

### Rojos de Cincinnati
Turner reportó a los afiliados de la Liga de Novatos de los Rojos de Cincinnati, Billings Mustangs, donde vio tiempo en las cuatro posiciones dentro del cuadro y en los jardines, terminando la temporada con un promedio de bateo de .338 y .921 de OPS. Fue promovido a Double-A Chattanooga en dos años, terminando la temporada 2008, a los 23 años, con un promedio de .289 y un OPS de .792 en ese nivel.

### Baltimore Orioles
El 9 de diciembre de 2008, durante las Reuniones de Invierno, Turner fue intercambiado junto con el jugador de utilidad Ryan Freel y el jugador de cuadro Brandon Waring a los Baltimore Orioles, a cambio del receptor Ramón Hernández. Fue invitado a la primavera de capacitación como invitado fuera de la lista; después de su conclusión, fue asignado a Triple-A Norfolk para la temporada 2009. Jugando principalmente segunda y tercera base, terminó el año con un promedio de .300 y un OPS de .749.
Los Orioles compraron a Turner el 8 de septiembre de 2009. Hizo su debut en Grandes Ligas al día siguiente en Fenway Park, bateó de emergente para Melvin Mora y terminó el juego en tercera base. Tres días más tarde, obtuvo su primer hit de Grandes Ligas en el Yankee Stadium, un sencillo al jardín central frente a Michael Dunn. Terminó la temporada 3-18, habiendo aparecido en 12 juegos, tres de ellos comenzó (todos en la tercera base).
Fue invitado a los entrenamientos de primavera como miembro de la lista de 40 hombres, pero fue degradado a Norfolk al final del campamento. Sin embargo, el 12 de abril de 2010, los Orioles colocaron al segunda base inicial Brian Roberts en la lista de lesionados de 15 días y retiraron a Turner de Norfolk. El 21 de mayo de 2010, fue designado para la asignación por los Orioles de Baltimore. En 17 juegos con los Orioles, bateó .111 (3 hits en 27 turnos al bate).

### Mets de Nueva York

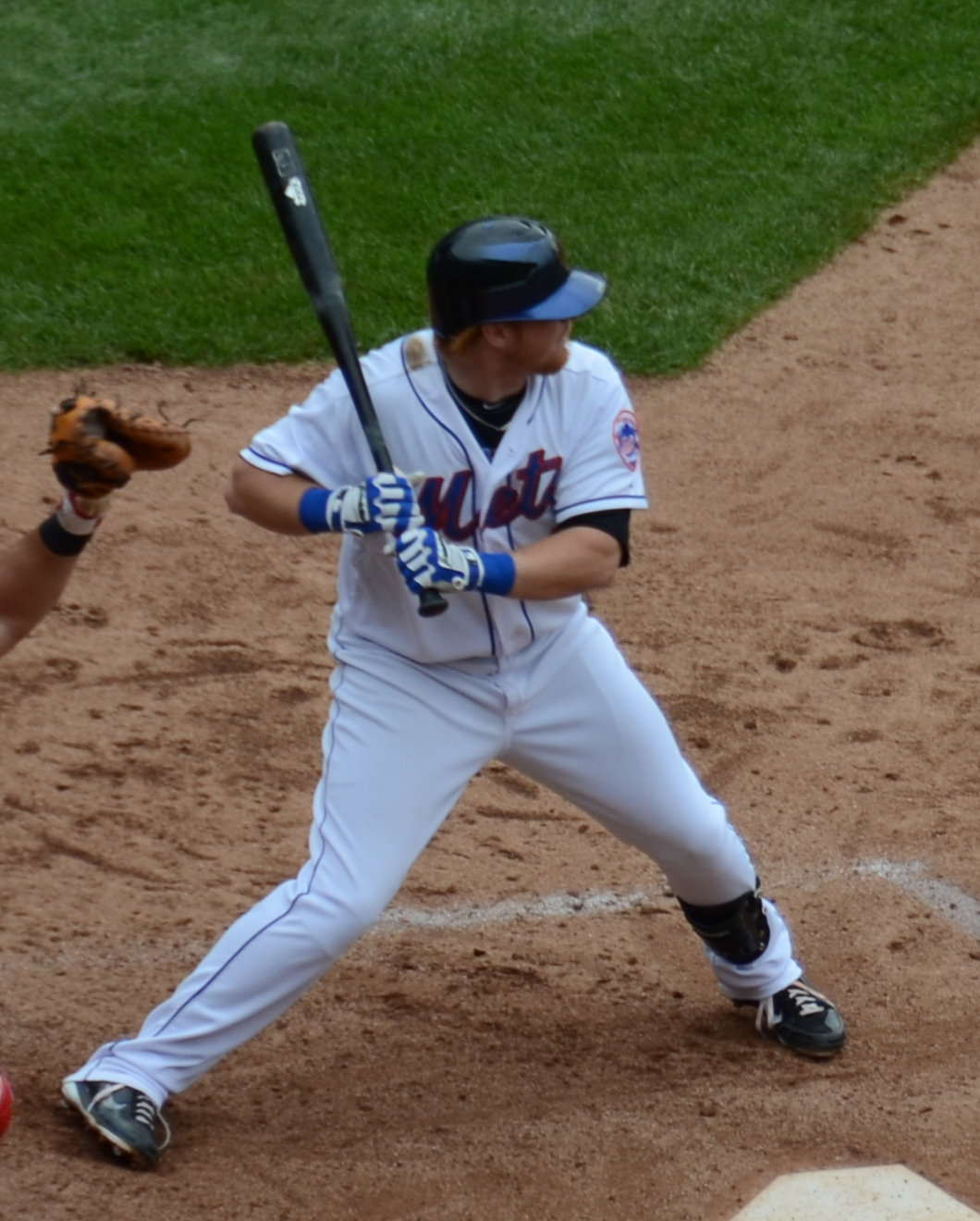
Justin Turner al bate con los Mets de Nueva York en 2011

El 25 de mayo de 2010, fue reclamado por los Mets de Nueva York con exenciones de los Orioles y optó por Triple A de Buffalo. El 16 de junio, fue llamado a los Mets, y Nick Evans fue enviado a Buffalo.
Después de designar a Brad Emaus para su asignación el 19 de abril de 2011, los Mets volvieron a llamar a Turner. Golpeó su primer jonrón de Grandes Ligas contra los Astros de Houston el 15 de mayo de 2011, frente a Aneury Rodríguez. Un jonrón de tres carreras culminó un día de 5 carreras impulsadas para Turner. El 21 de mayo, en un juego de Subway Series en el Yankee Stadium, Turner recogió una carrera impulsada en su séptimo juego consecutivo, estableciendo un récord de novato de los Mets en la mayoría de los juegos consecutivos con una carrera impulsada. Con este récord y otras estadísticas impresionantes, Turner fue nombrado el novato del mes de la Liga Nacional para mayo de 2011. Fue el primer Met en ganar el premio desde su creación en 2001.
En 2012 los Mets lo convirtieron en un jugador de cuadro completo, pero el 6 de mayo de 2012, cuando el paracorto Ruben Tejada fue incluido en la lista de lesionados, Turner comenzó a pilotar en el campocorto con Jordany Valdespin Tejada regresó.
Después de la temporada 2013, Turner no fue ofrecido por los Mets, convirtiéndose en agente libre. bateó .265 en cuatro temporadas (301 juegos) con los Mets.

### Los Angeles Dodgers

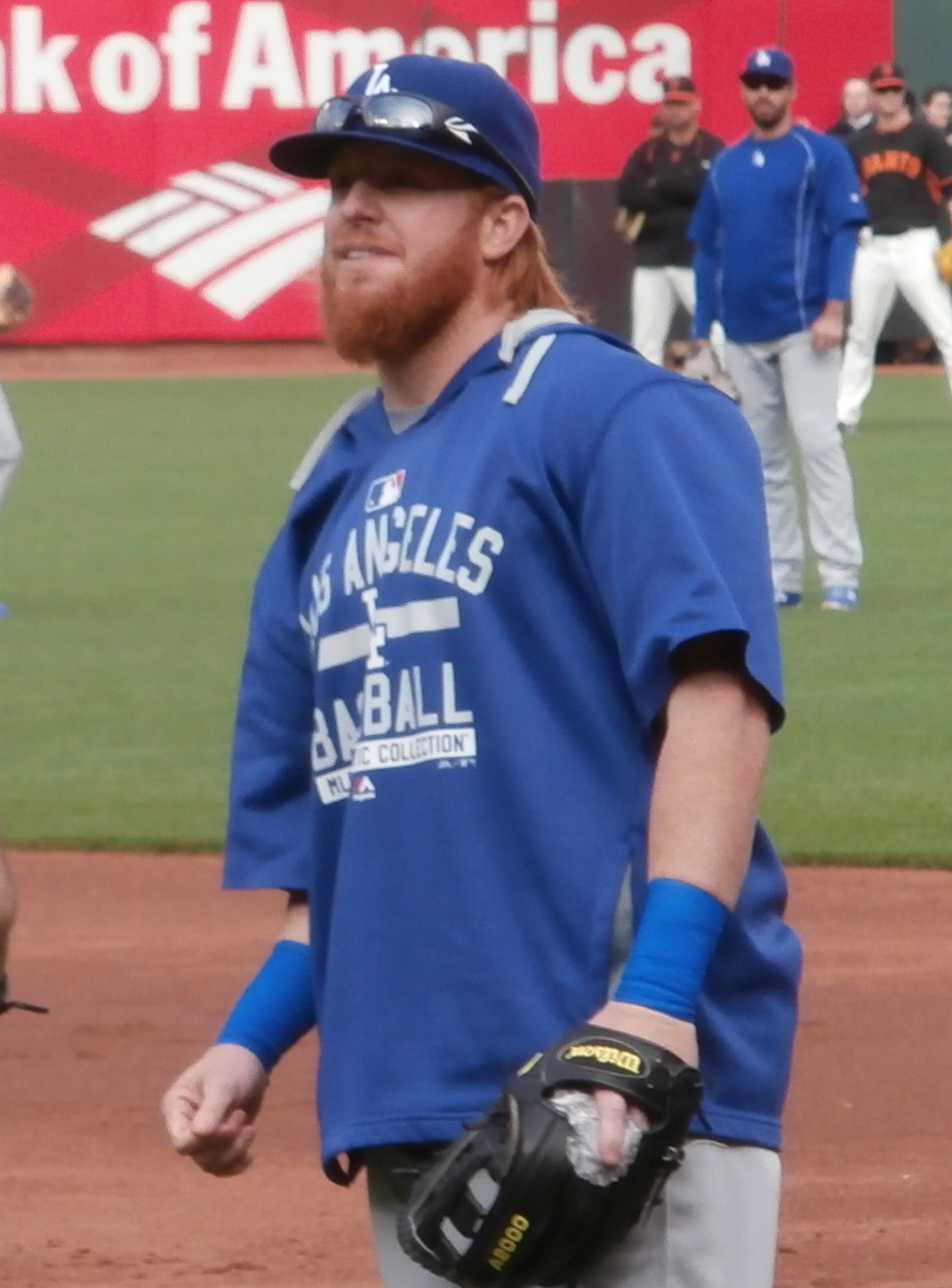
Turner con los Dodgers de Los Ángeles en 2015

Tras su liberación de los Mets, Turner aún no había encontrado un nuevo empleador cuando Tim Wallach, entrenador de banca de Los Angeles Dodgers, vio a Turner golpear en un juego de Cal State Fullerton Alumni. Firmó un contrato de ligas menores con los Dodgers el 5 de febrero de 2014, con una invitación al entrenamiento de primavera. Su contrato fue comprado por los Dodgers el 16 de marzo y fue agregado a la lista de las Grandes Ligas.
Turner tuvo una temporada exitosa en 2014, jugando 109 juegos debido a su versatilidad y lesiones tanto para Hanley Ramírez como para Juan Uribe. Turner lideró al equipo con un promedio de bateo de .340, bateando 7 jonrones con 43 carreras impulsadas en 288 en bates. El 16 de enero de 2015, firmó un contrato por un año y 2.5 millones con los Dodgers, evitando el arbitraje salarial. Se convirtió en el tercera base titular durante gran parte de la temporada 2015 y bateó .294 con un récord personal de 16 jonrones y 60 impulsadas.
En la Serie de División de la Liga Nacional 2015 contra su antiguo equipo, los Mets, Turner lideró a los Dodgers con 10 hits en 19 ABs para un promedio de .526, con un récord LDS 6 de esos hits siendo dobles. Después de que los Dodgers fueron eliminados de la postemporada, se sometió a una cirugía artroscópica en la rodilla izquierda. Firmó un nuevo contrato por un año, por 5.1 millones, con los Dodgers para evitar el arbitraje salarial en enero de 2016.
En 2016, jugó 151 partidos, el más alto de su carrera, y también tuvo récords personales en jonrones (27) y carreras impulsadas (90) mientras bateaba .275. Tuvo seis hits (incluido un jonrón) en 15 turnos al bate en la Serie de División de la Liga Nacional de 2016, pero tuvo dificultades en la Serie de Campeonato de la Liga Nacional de 2016, con tan solo .200.
El 23 de diciembre de 2016, los Dodgers contrataron a Turner para un contrato de cuatro años valorado en 64 millones. Comenzó la temporada 2017 bateando .379 antes de entrar en la lista de lesionados y faltar tres semanas. El 6 de julio, ganó la Votación Final de Estrellas, ganando un lugar en el Juego de Estrellas de las Grandes Ligas 2017 con 20.8 millones de votos, un registro del Voto Final. Terminó la temporada con un promedio de bateo de .322, un porcentaje de embasarse de .415, 21 jonrones y 71 impulsadas, terminando tercero en la Liga Nacional en promedio de bateo y segundo en porcentaje de embase. Turner y Chris Taylor fueron seleccionados como los MVP más valiosos de la Serie de Campeonato de la Liga Nacional de 2017. Bateó .333 con 2 jonrones y 7 carreras impulsadas en la serie.

### Los Medias Rojas
En enero de 2023, los Medias Rojas anunciaron la contratación de Turner por una temporada.